# Pissonotus aphidioides
Pissonotus aphidioides är en insektsart som beskrevs av Van Duzee 1897. Pissonotus aphidioides ingår i släktet Pissonotus och familjen sporrstritar. Inga underarter finns listade i Catalogue of Life.